# Ridge Wood Heights
Ridge Wood Heights es un lugar designado por el censo ubicado en el condado de Sarasota en el estado estadounidense de Florida. En el Censo de 2010 tenía una población de 4.795 habitantes y una densidad poblacional de 1.274,16 personas por km².

## Geografía
Ridge Wood Heights se encuentra ubicado en las coordenadas 27°17′15″N 82°30′47″O / 27.28750, -82.51306. Según la Oficina del Censo de los Estados Unidos, Ridge Wood Heights tiene una superficie total de 3.76 km², de la cual 3.66 km² corresponden a tierra firme y (2.75%) 0.1 km² es agua.

## Demografía
Según el censo de 2010, había 4.795 personas residiendo en Ridge Wood Heights. La densidad de población era de 1.274,16 hab./km². De los 4.795 habitantes, Ridge Wood Heights estaba compuesto por el 93.01% blancos, el 1.58% eran afroamericanos, el 0.35% eran amerindios, el 1.52% eran asiáticos, el 0.04% eran isleños del Pacífico, el 1.46% eran de otras razas y el 2.02% pertenecían a dos o más razas. Del total de la población el 8.51% eran hispanos o latinos de cualquier raza.